# Pojeja, Buceaci
Pojeja (în ucraineană Пожежа) este un sat în comuna Iazloveț din raionul Buceaci, regiunea Ternopil, Ucraina.

## Demografie
Componența lingvistică a localității Pojeja
     Ucraineană (100%)
Conform recensământului din 2001, toată populația localității Pojeja era vorbitoare de ucraineană (100%).